# Villaherreros
Villaherreros ist ein nordspanisches Dorf und Hauptort einer Gemeinde (municipio) mit 209 Einwohnern (Stand: 2024) in der Provinz Palencia in der Autonomen Gemeinschaft Kastilien-León. Zur Gemeinde gehört neben dem namensgebenden Hauptort Villaherreros auch die Ortschaft Fuente-Andrino.

## Lage und Klima
Villaherreros liegt in der Region Tierra de Campos auf der kastilischen Hochebene in einer Höhe von ca. 840 m. Durch die Gemeinde führt die Autovía A-231. Die Provinzhauptstadt Palencia befindet sich mit ihrem Stadtzentrum etwa 36 Kilometer (Fahrtstrecke) südlich.
Das Klima im Winter ist durchaus kalt, im Sommer dagegen warm bis heiß; die Regenfälle (ca. 619 mm/Jahr) fallen überwiegend im Winterhalbjahr.

## Bevölkerungsentwicklung
| Jahr      | 1970 | 1981 | 1991 | 2001 | 2011 | 2021 |
| Einwohner | 434  | 378  | 339  | 267  | 235  | 203  |

## Sehenswürdigkeiten
- Romanuskirche
- Laurentiuskirche in Fuente-Andrino
- Marienkapelle
- Milanuskapelle
- Herrenhaus der Grafen von Cervellón

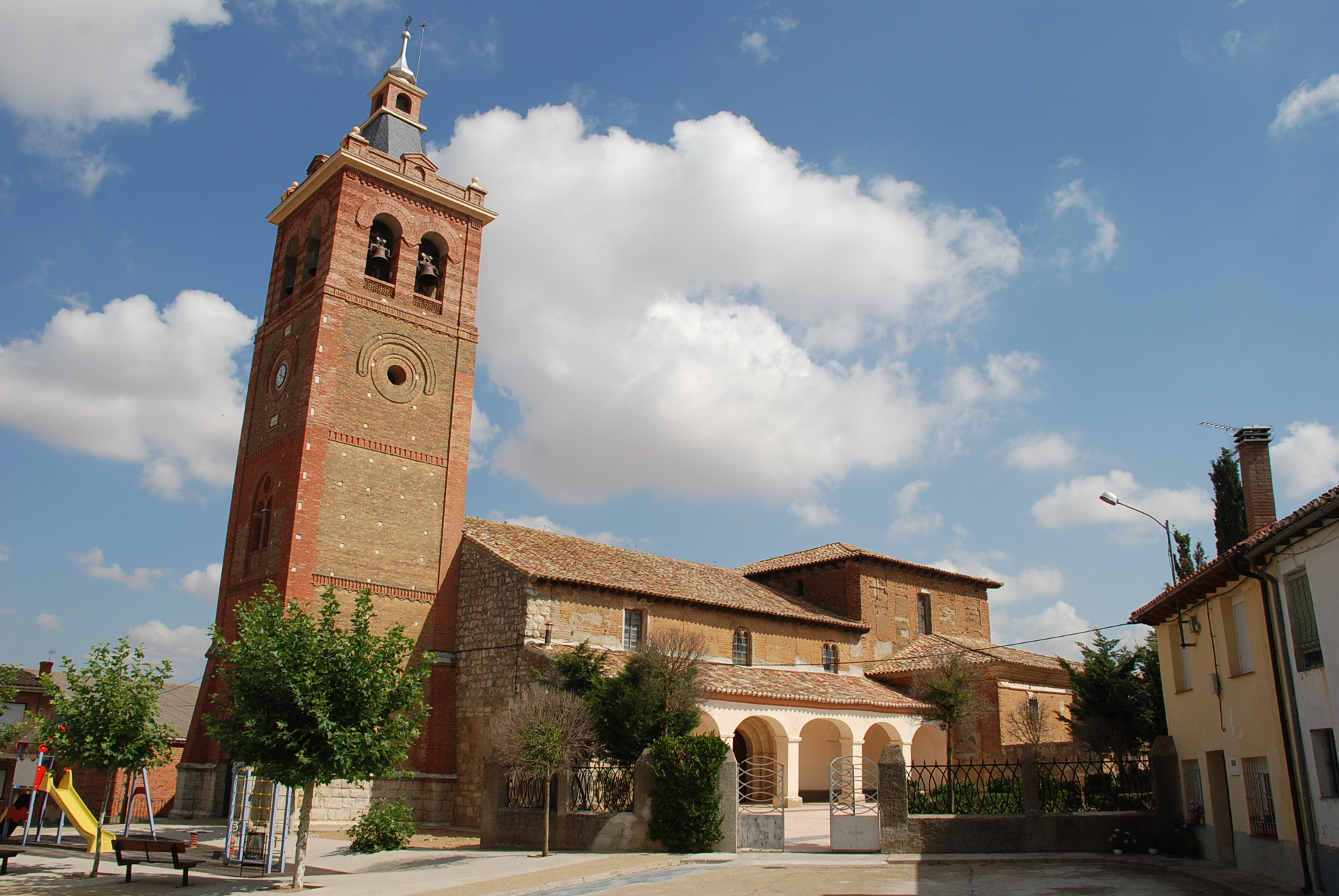
Romanuskirche
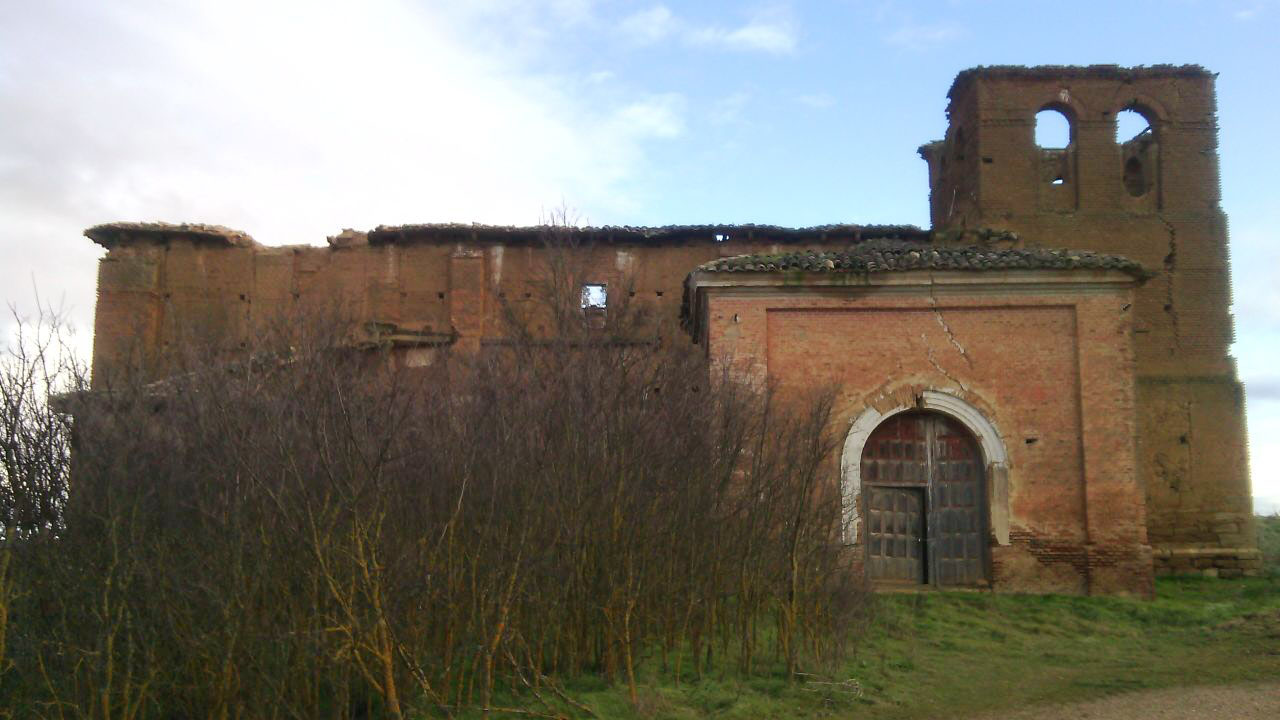
Laurentiuskirche
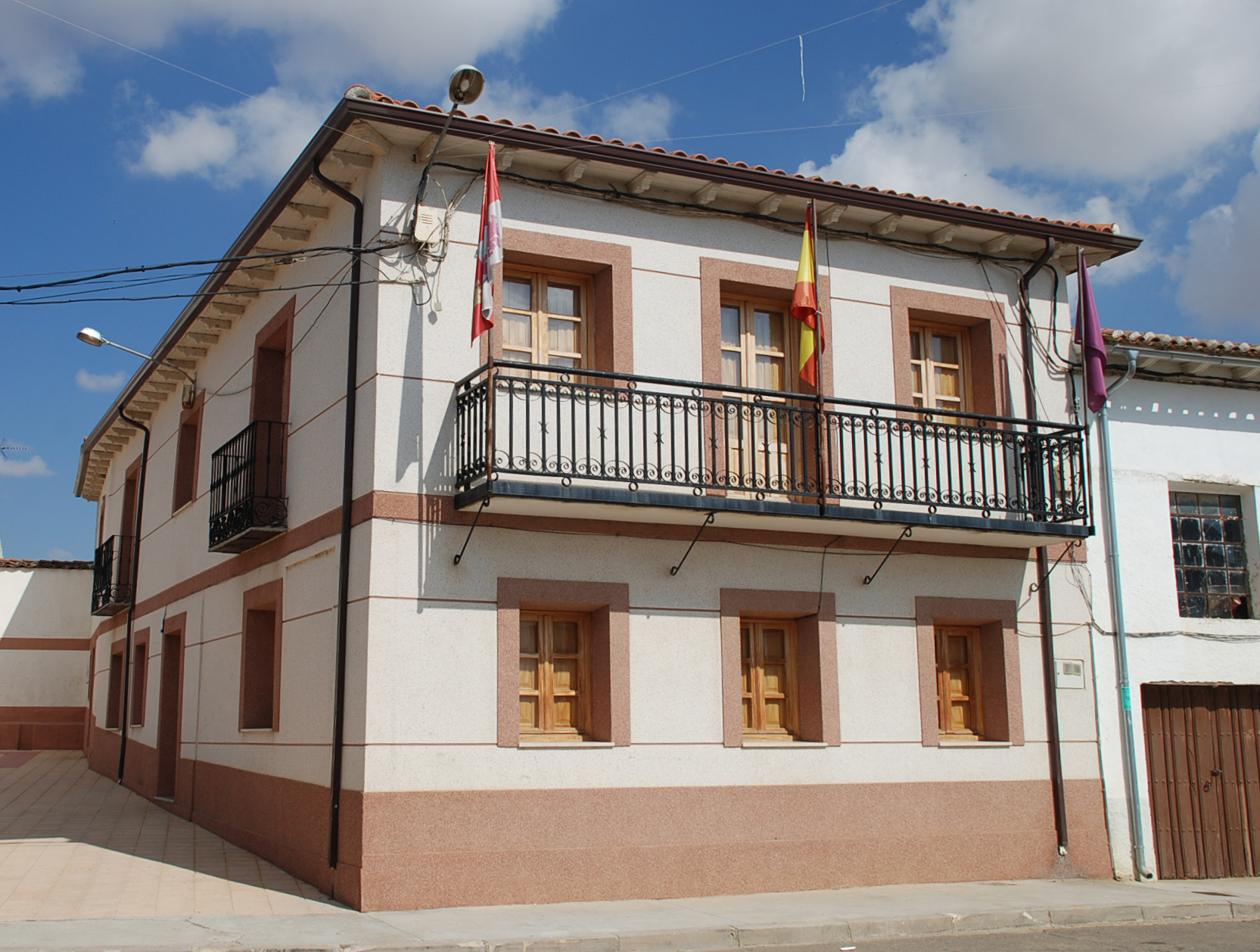
Rathaus

## Persönlichkeiten
- Ana Isabel Alonso (* 1963), Langstreckenläuferin